# Tara Dorata

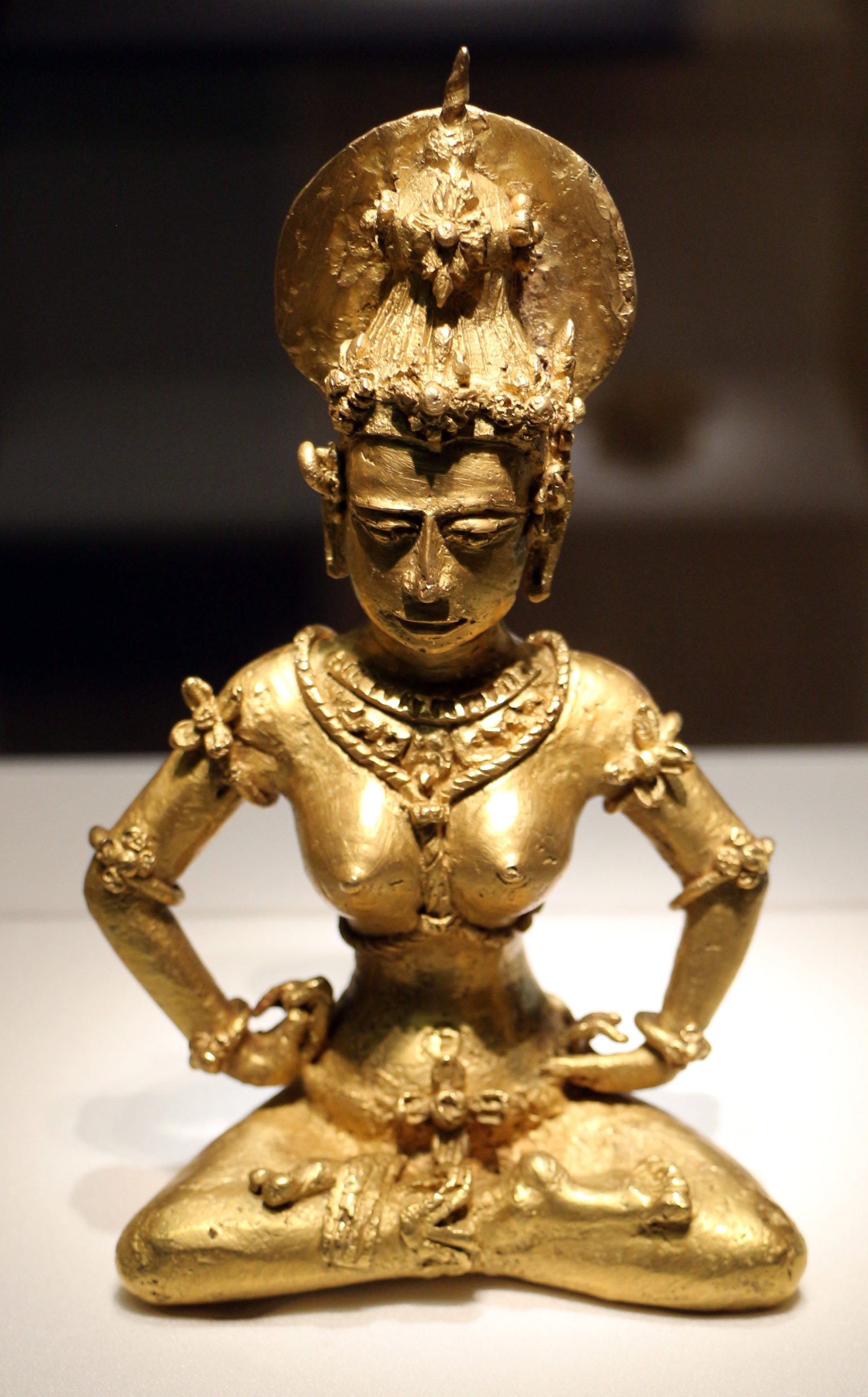
La Tara Dorata nelle collezioni del Museo Field di storia naturale di Chicago

La Tara Dorata è una immagine d'oro del periodo Majapahit di 1,79 chilogrammi e 21 carati di una dea induista scoperta a Esperanza (Agusan del Sur), Filippine, nel 1918. Quando fu acquistata dal Museo Field di storia naturale di Chicago, Stati Uniti, fu rinominata Immagine d'oro di Agusan, benché questa denominazione sia respinta dagli studiosi filippini.
H. Otley Beyer credeva che l'immagine fosse quella di una dea śivaita induista, ma con i segni della mano, importanti dal punto di vista religioso, copiati male da operai locali. In tal modo essa suggerisce che l'induismo fosse già presente nelle Filippine prima che arrivasse Ferdinando Magellano, ma suggerisce anche che i primi Filippini avessero una versione imperfetta dell'induismo adottato dall'Impero Majapahit.
(H. Otley Beyer, 1947)

## Storia
La Tara dorata fu scoperta nel 1918 da una donna manobo di nome Bilay Campos. Fu rubata da una cassa nascosta dentro la sua casa tradizionale. La tribù dei Manobi alla quale la Campos apparteneva considerava la Tara Dorata come un diwata, uno spirito della natura che proteggeva le foreste pluviali e i corsi d'acqua del loro dominio ancestrale.
Il manufatto giunse poi in possesso del governatore dell'area, e fu in seguito venduto a una società multinazionale, con la quale il governatore era indebitato. Per ragioni ignote, il manufatto alla fine fu messa all'asta, spingendo H. Otley Beyer a sollecitare il governo filippino ad acquistare il manufatto per la collezione del Museo nazionale delle Filippine e la nazione filippina. A causa di vincoli finanziari, il governo filippino non fu in grado di acquistare la Tara Dorate, che fu infine acquistata dal Museo Field di storia naturale di Chicago, nel 1922 per una somma approssimativamente di ₱ 4.000,00. 
Secondo il Museo Field, il manufatto fu acquistato per salvarlo dall'essere fuso a causa delle difficoltà finanziarie delle Filippine, che avrebbero potuto portare all'estrazione dell'oro per il mero valore commerciale del metallo prezioso. L'acquisto fu finanziato attraverso una campagna a Chicago per comprare il manufatto, con l'aiuto del governo statunitense, che all'epoca era anche il governo coloniale delle Filippine. Nel 2010 il prezzo del manufatto era stimato approssimativamente a ₱ 1,5 milioni.

## Recupero

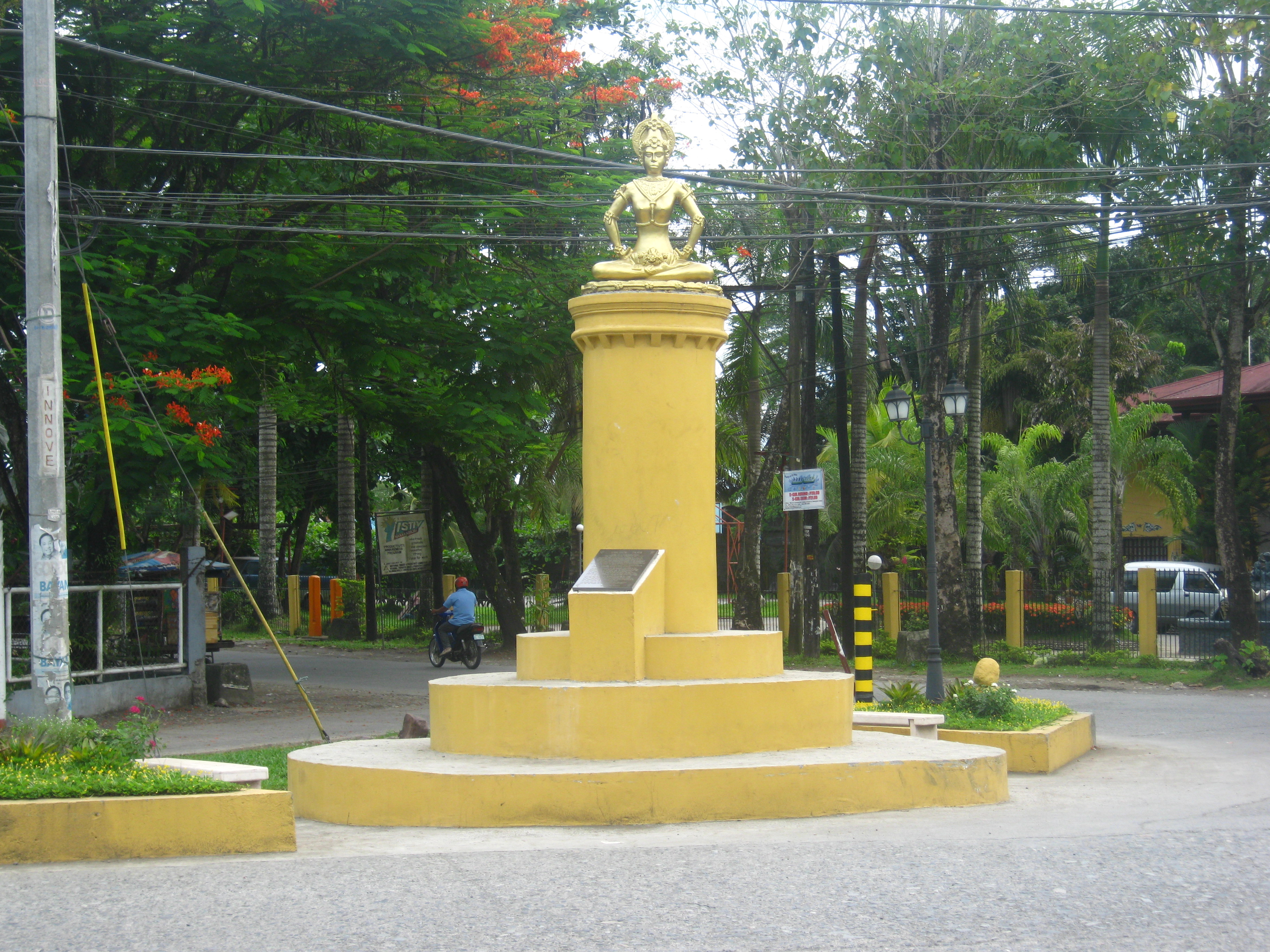
Una statua della Tara Dorata a Butuan

Il manufatto è da molti anni fonte di conflitto tra i Filippini e gli Statunitensi, in quanto molti studiosi filippini hanno chiesto con insistenza il ritorno della Tara Dorata. Essa è considerata come un tesoro nazionale delle Filippine, non registrata durante il periodo della sua scoperta e venduta agli Statunitensi durante un periodo di difficoltà finanziaria nazionale portando all'impossibilità del governo filippino di acquistare il manufatto quando fu messo all'asta. Gli studiosi hanno sostenuto che se la ragione per la quale il Museo Field prese il manufatto era dovuta al timore che potesse essere fuso, allora il Museo dovrebbe restituirlo, o almeno permettere alle Filippine di riacquistarlo dal momento che nessun gruppo nelle Filippine ne chiede la fusione.
Si menziona anche come il manufatto sua stato comprato da un museo statunitense durante un periodo in cui l Filippine era in ristrettezze finanziarie sotto il governo coloniale degli Stati Uniti. Uno dei maggiori fautori del ritorno della Tara Dorata è l'ex senatore Aquilino Pimentel Jr., che fece il suo ultimo discorso in carica specificamente allo scopo di far ritornare la Tara Dorata nelle Filippine. Il Museo Field di Chicago ha affermato che potrebbe restituire la Tara Dorata se ciò fosse "fortemente richiesto" dal governo filippino.
Nell'aprile 2018, un documentario della GMA Network presentò la Tara Dorata, questa volta mostrando le persone di Agusan del Sur che sostenevano il rimpatrio della Tara Dorata. Tra questi vi sono anche i discendenti di Bilay Campos, la donna manobo che aveva trovato per prima la statua. Gli studiosi hanno anche trovato un documento che proverebbe il diritto delle Filippine a rivendicare il manufatto, ma la questione resta controversa. Gli studiosi, in associazione con il governo, sono stati incaricati di proseguire la rivendicazione delle Filippine sulla Tara Dorata, ospitata nel Museo Field di Chicago, Stati Uniti.